# Застава Доње Саксоније
Застава Доње Саксоније (нем. Flagge Niedersachsens) састоји се од заставе Савезне Републике Немачке у Црне-Црвене-Златне, са грбом Доње Саксоније, благо помереним према витлу. Ова застава је грађанска и државна застава. Двострука верзија у односу 3:5 се користи као државни заставник.  Ова застава служи и као државна и службена застава на копну. Застава је први пут уведена 13. априла 1951. Привременим уставом Доње Саксоније.

## Историја
Застава Доње Саксоније уведена је 1. маја 1951, а озваничена 13. октобра 1952. године. После Другог светског рата, Хановер, Брунсвик, Олденбург и Шаумбург-Липе су се ујединили и формирали Доњу Саксонију, и са њиховим заставама је настао данашњи изглед.
- Хановер
- Застава Брунсвика
- Олденбург
- Шаумбург-Липе

До званичног лансирања садашње заставе Доње Саксоније, бивше националне заставе њихових региона су се користиле на званичним функцијама. Паралелно развијан, постојао је дизајн који је користио заставу Гвелф Хановера са хоризонталним жутим и белим пругама са грбом у средини. Међутим, нехановерски делови државе одбили су овај дизајн.
- Краљевина Хановер (1837–1866)
- Покрајина Хановер (1868–1946)
- Држава Хановер (1946)

Поновним уједињењем Немачке 3. октобра 1990. више није важила резерва привременог статуса. Тако је нови устав Доње Саксоније из 1993. године изграђен на основу привременог устава Доње Саксоније, коме су, између осталог, додата основна права и државни циљеви.